# Leucauge speciosissima
Leucauge speciosissima là một loài nhện trong họ Tetragnathidae.
Loài này thuộc chi Leucauge. Leucauge speciosissima được Eugen von Keyserling miêu tả năm 1881.